# GPS Rugby
Le  GPS Rugby Club est un club de rugby à XV australien, situé à Ashgrove, dans la banlieue de Brisbane, dans le Queensland. Ses joueurs sont susceptibles d’être sélectionnés pour les Queensland Reds (Super Rugby) et pour Brisbane City (National Rugby Championship).

## Histoire
GPS, fondé en 1887, est l’un des plus anciens clubs de rugby à XV d’Australie. À son origine, on trouve d’anciens élèves de la Brisbane Grammar School, l’un des plus prestigieux lycées de la ville, désireux de rester en contact. Le premier nom de l’équipe d’ailleurs fut Past Grammar, c’est-à-dire anciens de la Grammar. Sous cette appellation, le club remporte quatre titres de champions de Brisbane avant la Première Guerre mondiale. À l’issue de celle-ci, le club se met en sommeil comme tout le rugby à XV australien.
Past Grammar se relance à la fin des années 1920, et décide d’ouvrir ses portes à d’anciens élèves d’autres écoles. Cela débouche sur un changement de nom pour le club qui devient GPS (Great Public Schools) en 1931. (GPS est aussi le sigle d’une prestigieuse association regroupant certains des meilleurs lycées privés du Queensland, la Great Public Schools Association of Queensland).

## Palmarès
- Champion du Queensland (7) : 1892, 1898, 1899, 1914, 1961, 1972, 1996. Finaliste (3) : 1975, 1976, 2013

## Entraîneurs
- 2007- :   Matt Pini

## Joueurs célèbres
Jeeps a fourni 29 joueurs à l’équipe d’Australie, dont Ben Tune et Daniel Herbert. Deux d’entre eux ont été capitaines des Wallabies, Bill McLean et Arch Winning, tous deux avant la Seconde Guerre mondiale. Plus de 110 Gallopers one évolué sous les couleurs des Queensland Reds depuis 1950.
- Matthew Cockbain
- Daniel Heenan
- Anthony Herbert
- Daniel Herbert
- Ben Tune